# 松江市立島根中学校
松江市立島根中学校（まつえしりつ しまねちゅうがっこう）は、島根県松江市島根町加賀にある公立中学校。

## 沿革
- 2004年（平成16年）4月1日 - 島根中学校・野波中学校を統合し、新たに島根町立島根中学校となる。
- 2005年（平成17年）3月31日 - 松江市立島根中学校に改称。

## 部活動
- バスケット部
- バレー部
- 卓球部
- 奏楽部（音楽部と吹奏楽部を統合）

## 校区
校区は、島根小学校の通学区域となっている。